# Galmaarden
Galmaarden (französisch: Gammerages) ist eine belgische Teilgemeinde der Gemeinde Pajottegem in der Provinz Flämisch-Brabant. Sie umfasst die Orte Galmaarden, Tollembeek und Vollezele.

## Wappen
Beschreibung: Im zehnfach schwarz-silber geständerten Wappen liegt ein blauer Schild auf und zeigt einen laufenden goldenen hersehenden Löwen. Die schwarzen Ständer sind mit drei langgespitzten silbernen Wiederkreuzen belegt.

## Geschichte
Die Gemeinde Pajottegem entstand zum 1. Januar 2025 durch die freiwillige Fusion der Gemeinden Galmaarden, Gooik und Herne. Galmaarden, Tollembeek und Vollezele bilden seither eigene Teilgemeinden von Pajottegem.

## Persönlichkeiten
- Arne Marit (* 1999), Radrennfahrer